# Mlinice na Pantanu
Mlinice na lokalitetu Pantanu, Trogir nalaze se na adresi Kneza Trpimira 50.

## Opis
Mlinice na lokalitetu Pantan sagrađene su u 16. stoljeću. Kompleks mlinica sastoji se od objekta pravokutnog tlocrta s dvokatnom kulom u središnjoj osi. Glavno pročelje objekta je orijentirano prema jugu. Zid dvorišta izgrađen je 1791. godine, a danas je dvorište zakrovljeno drvenim krovom i kupom kanalicom sa središnjim staklenim dijelom koji služi kao svjetlarnik. Na zapadnom kraju kompleksa nalazi se stupa za valjanje sukna izgrađena u 19.st. S južne strane kule dograđen je mul za pristajanje brodova 1778. godine. Iznad vrata kule južnog pročelja nalazi se kameni reljef s prikazom mletačkog lava i natpis o gradnji s grbovima. Mlinice u današnjem obliku dovršio je 1585. godine Francesco Musto.

## Zaštita
Pod oznakom Z-5103 zavedene su kao nepokretno kulturno dobro - pojedinačno, pravna statusa zaštićena kulturnog dobra, klasificirano kao "javne građevine".